# Recyclage textile

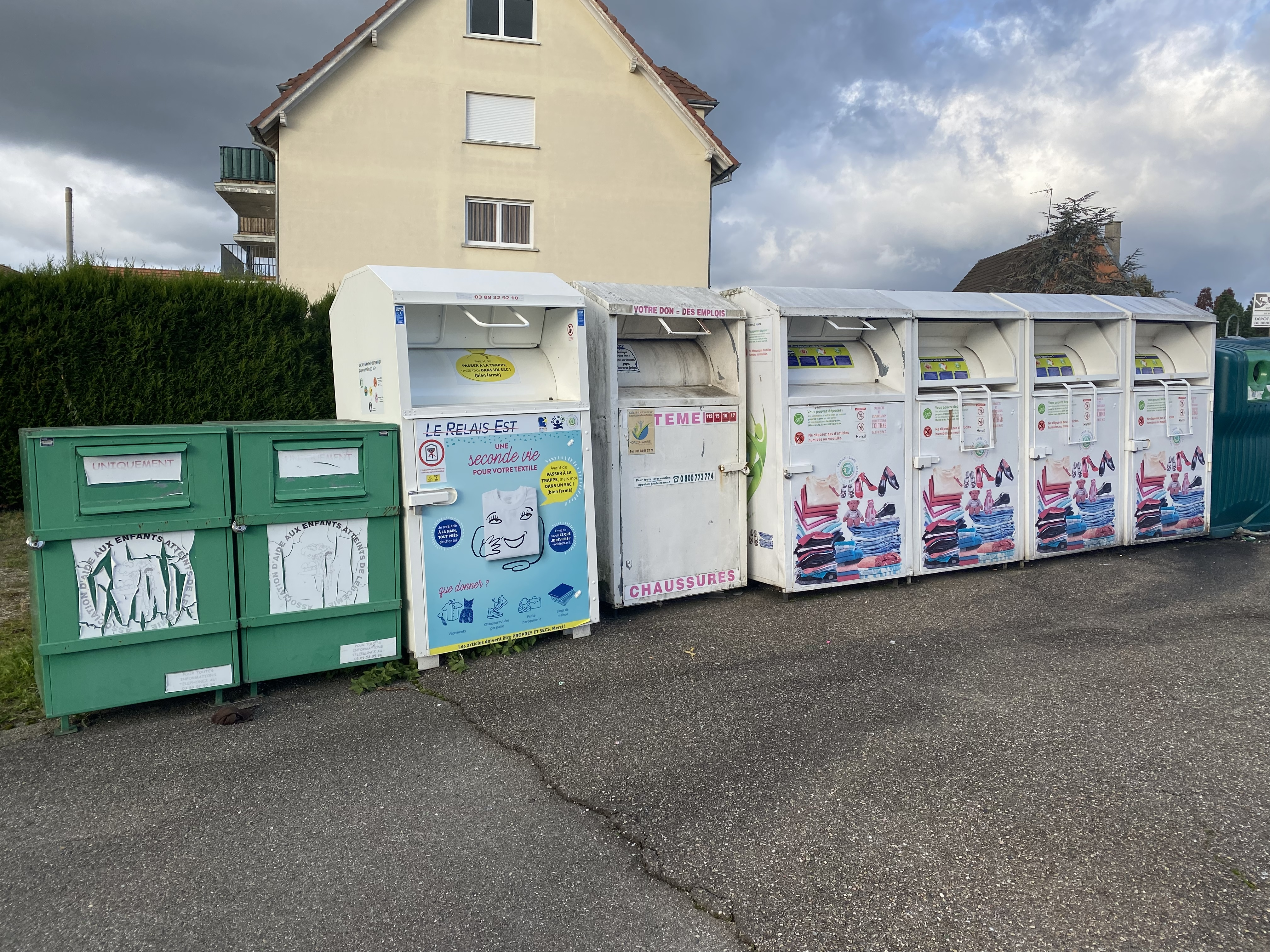
Bennes de collecte de textiles à Betschdorf, en Alsace.

Le recyclage des textiles recouvre les solutions de transformation des matières textiles en de nouveaux produits.
Dans le cadre de l'économie circulaire, c'est une des solutions pour éviter l'incinération ou l'enfouissement, après le réemploi et la réparation.

## Historique

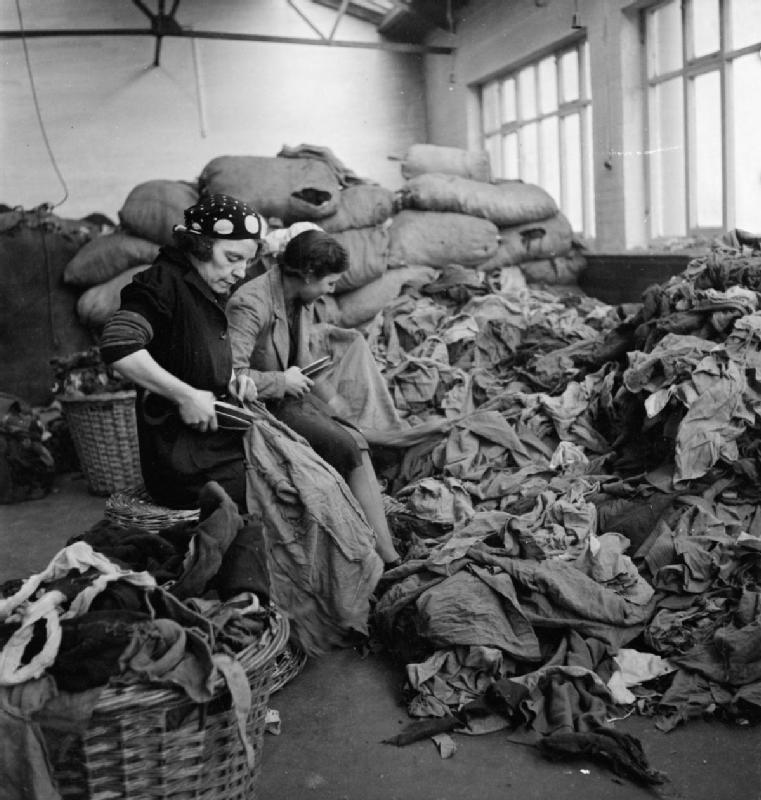
Réutilisation de tissus en 1942 en Angleterre.

### Avant la révolution industrielle
Historiquement, les textiles sont coûteux à produire : il est donc primordial de l'utiliser jusqu'à ce que le matériau devienne inexploitable.
Le premier débouché des textiles recyclés est l'isolation des bâtiments.

### Époque contemporaine
En France, à la fin des années 2010, 2,6 milliards d'articles de mode sont vendus chaque année, soit 629 000 tonnes. Sur cette masse 38 %, soit 239 000 tonnes, sont collectés. Par exemple, le Collectif normand de tri textile structure cent trente associations collectant et traitant quatre mille tonnes annuelles de vêtements, ce qui permet notamment l'emploi de 70 personnes, dont soixante en insertion. Selon la Fondation Ellen MacArthur, un cinquième de la pollution industrielle de l'eau est attribuable à l'industrie textile.
En 2021, Barbara Pompili déclare vouloir multiplier par quatre le recyclage des textiles d'ici 2025. En parallèle, au début des années 2020, des solutions de recyclage jusque-là appliquées aux polyesters des emballages et bouteilles commencent à être mises en œuvre pour traiter les textiles, les transformer en granulés de polyéthylène et refiler ces derniers,.

## Procédés
| Solution                                     | Solution                                     | Pourcentage |
| -------------------------------------------- | -------------------------------------------- | ----------- |
| Revente en seconde main (France ou étranger) | Revente en seconde main (France ou étranger) | 57.8        |
| Valorisation énergétique                     | CSR                                          | 7.6         |
| Valorisation énergétique                     | Incinération                                 | 0.6         |
| Valorisation énergétique                     | Enfouissement                                | 0.5         |
| Recyclage                                    | Coupe pour transformation en chiffons        | 10.1        |
| Recyclage                                    | Défibrage                                    | 23.4        |
| Recyclage                                    | Effilochage                                  | 23.4        |
| Recyclage                                    | Broyage                                      | 23.4        |

En Suède, le 10 novembre 2022, la société Renewcell inaugure une usine qui s'inspire des procédés de l'industrie papetière pour transformer en cellulose les vêtements usagés. La production initiale visée est de 60 000 tonnes annuelles, mais l'entreprise espère atteindre six fois plus en 2030.

### France
En France, en 2024, 270 000 tonnes de déchets textiles sont collectées dont 60 % sont triés et destinés à la filière de la fripe. Initialement, les fripes sont revendues à 90 % à l’étranger.
La main d' œuvre du tri européen est en concurrence avec les fripes du reste du monde ainsi qu'avec la production de textile neuf en Chine, notamment sur le marché africain.

## Réglementation
En Europe, la collecte séparée du textile devient obligatoire en Europe en janvier 2025.

## Limites
En 2016, le journal britannique The Guardian mène une enquête sur l’opération World Recycle Week de l'entreprise H&M ; cette opération de collecte avait permis de récolter mille tonnes de vêtements. Mais, à cette date, les capacités de recyclage montrent que douze années sont nécessaires pour traiter une telle quantité, alors qu'elle correspond aux ventes effectuées par l'entreprise en deux jours. Toujours au Royaume-Uni, le poids des vêtements jetés annuellement est estimé à 1,4 million de tonnes, dont trente pour cent n'ont jamais été portés ; l'empreinte carbone associée à l'habillement dans ce pays est estimée à 26,2 millions de tonnes de dioxyde de carbone.
En 2021, Stefan Voigt, vice-président de la BVSE (de), critique le report de la stratégie textile de l'Union européenne. Il affirme à cette occasion que sa fédération a transmis de longue date des recommandations assorties de propositions techniques, notamment en termes de normes de conception en vue de la réutilisation et du recyclage, mais également dans la lutte contre l'écoblanchiment. Il critique également le manque d'investissement en faveur de la recherche appliquée à des traitements de recyclage déployés à l'ensemble de la chaîne du textile.